# San Pedro de Buena Vista
San Pedro de Buena Vista är en ort i Bolivia.   Den ligger i departementet Potosí, i den centrala delen av landet, 110 km nordväst om huvudstaden Sucre. San Pedro de Buena Vista ligger 2 686 meter över havet och antalet invånare är 1 100.
Terrängen runt San Pedro de Buena Vista är huvudsakligen kuperad, men den allra närmaste omgivningen är bergig. San Pedro de Buena Vista ligger nere i en dal. Runt San Pedro de Buena Vista är det glesbefolkat, med 13 invånare per kvadratkilometer.. Det finns inga andra samhällen i närheten. 
Omgivningarna runt San Pedro de Buena Vista är i huvudsak ett öppet busklandskap.